# Clytia kincaidi
Clytia kincaidi är en nässeldjursart som först beskrevs av Nutting 1899.  Clytia kincaidi ingår i släktet Clytia och familjen Campanulariidae. Inga underarter finns listade i Catalogue of Life.